# 田心圍

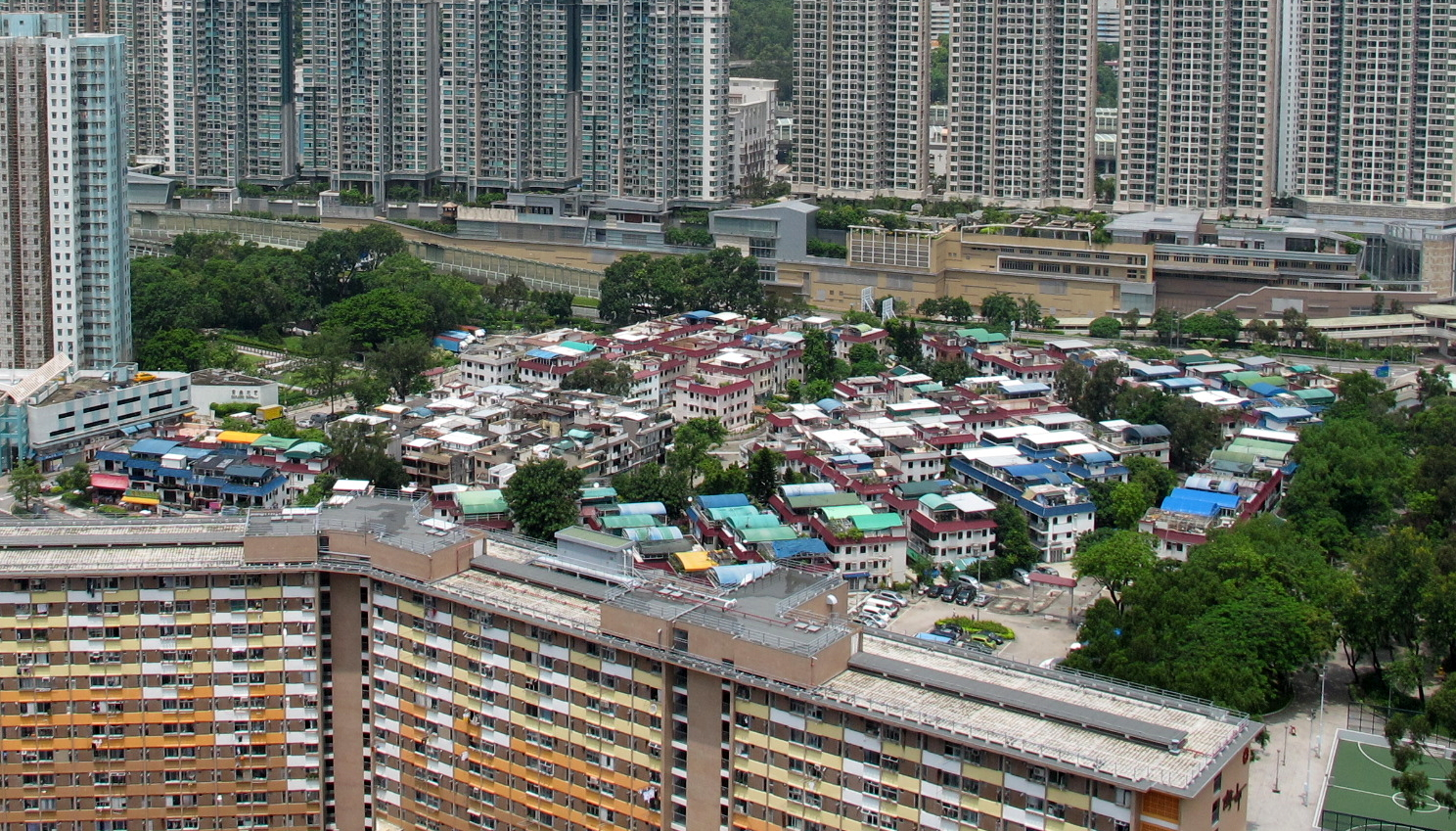
田心圍

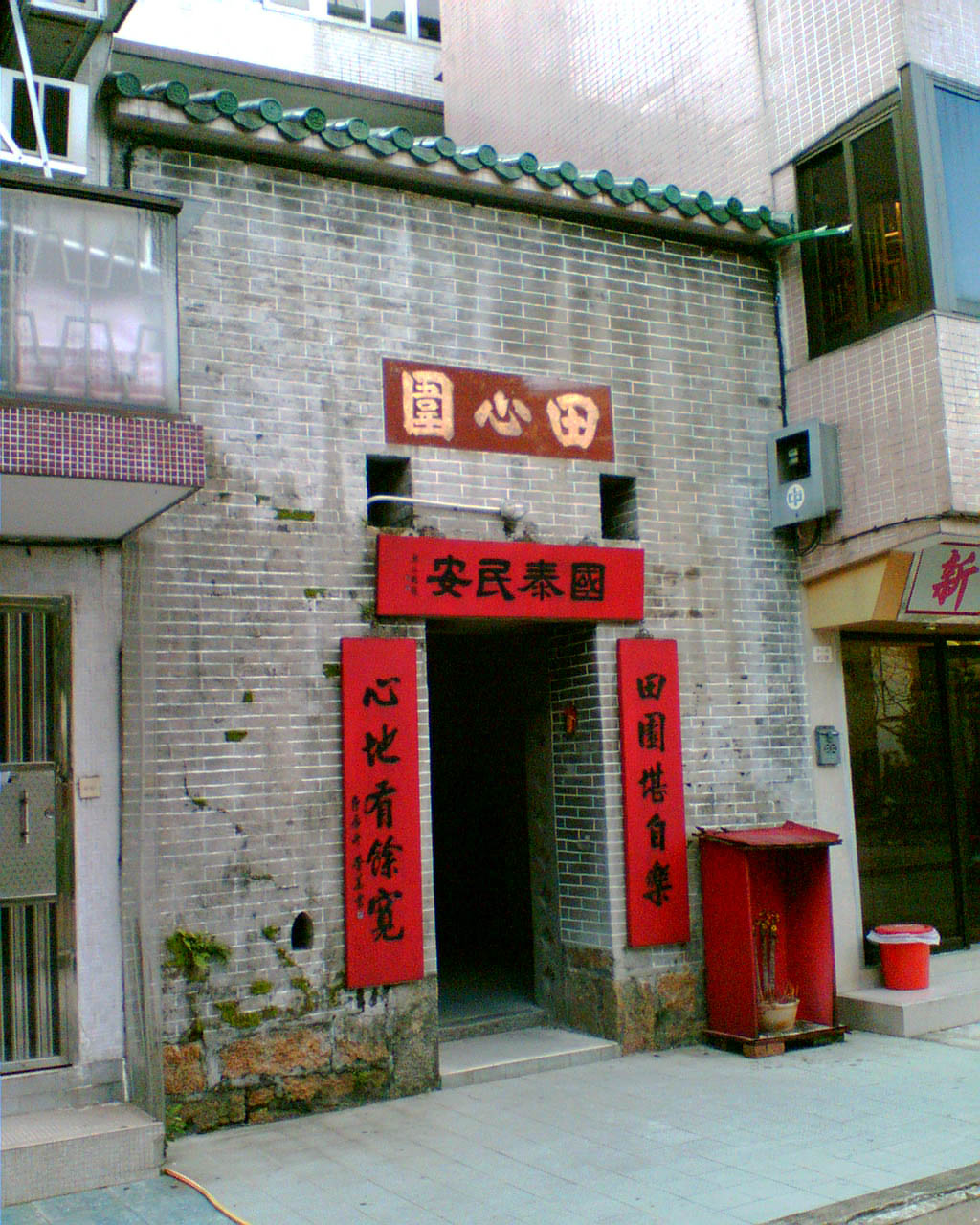
田心圍圍門

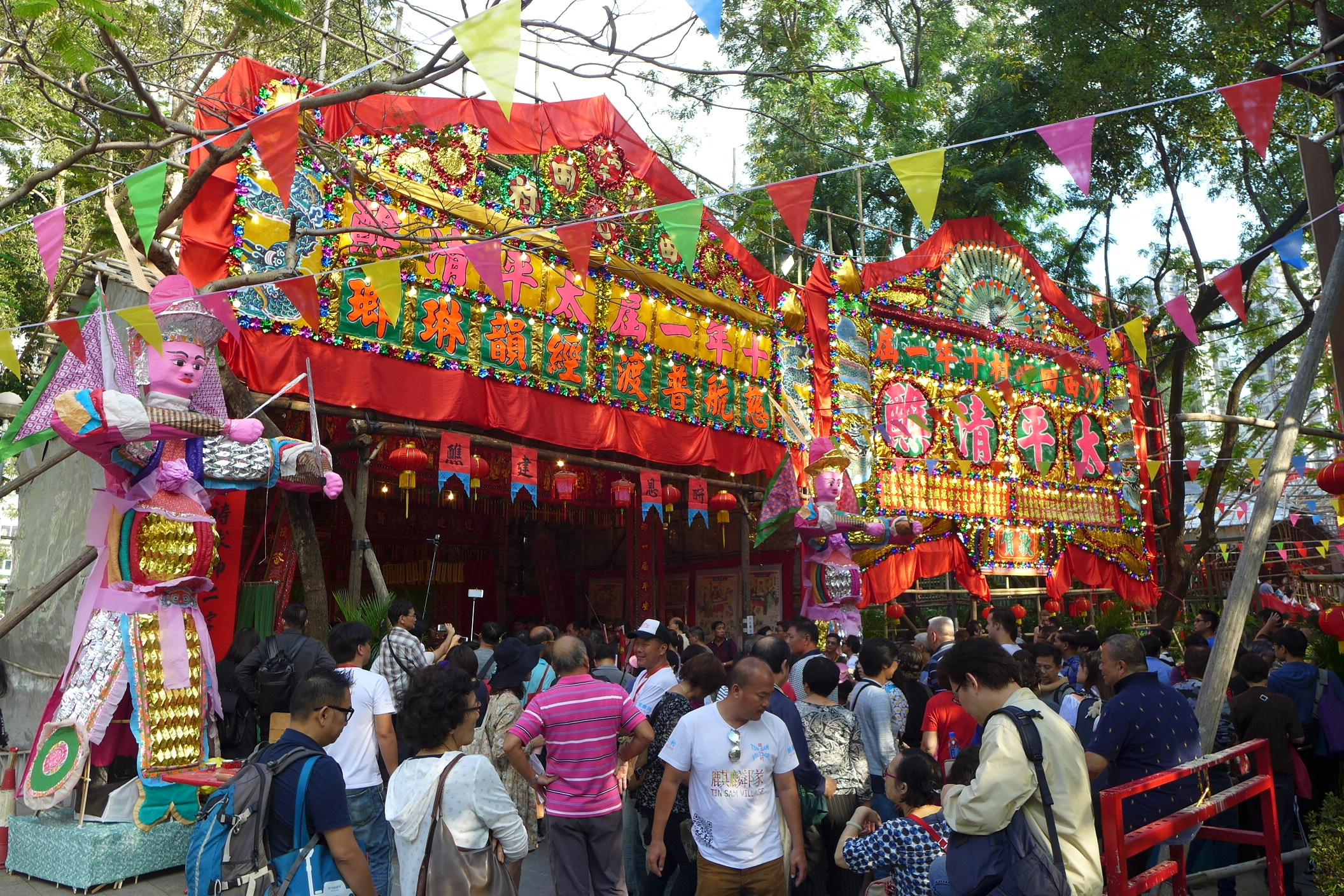
田心圍太平清醮逢「六」舉行，最近一次太平清醮於2016年11月舉行

田心圍（英語：Tin Sam Wai）又名田心村，位於香港新界沙田區，是沙田古老村落之一。鄰近港鐵大圍站、雲疊花園。田心圍為一雜姓村，計有蔡、韋、梁、曾、袁、方、何、廖和李等，村內有一間蔡氏家祠和兩間廖氏家祠。

## 歷史
田心圍建圍於明朝末年，年份與積存圍相若，已有四百多年，昔日是沙田區最富庶的農村。由於建村於鄉中較早，故能選擇在肥沃土地上建立，因圍村在禾田中央，故有「田心」之稱。另有一說法是因為該處四週有農田環繞，故得名。

## 太平清醮
相傳田心圍立圍之初，疫病流行，村民自危，乃聚眾赴車公廟，求賜靈符解困。其後疫癘漸除，村民以此為車公保佑，嗣後十年一屆建醮酬神，並將車公廟擴建，酬答神恩。此俗至今相沿不替，至建醮之年份，則為逢「六」舉行。最近一次太平清醮於2016年11月舉行。

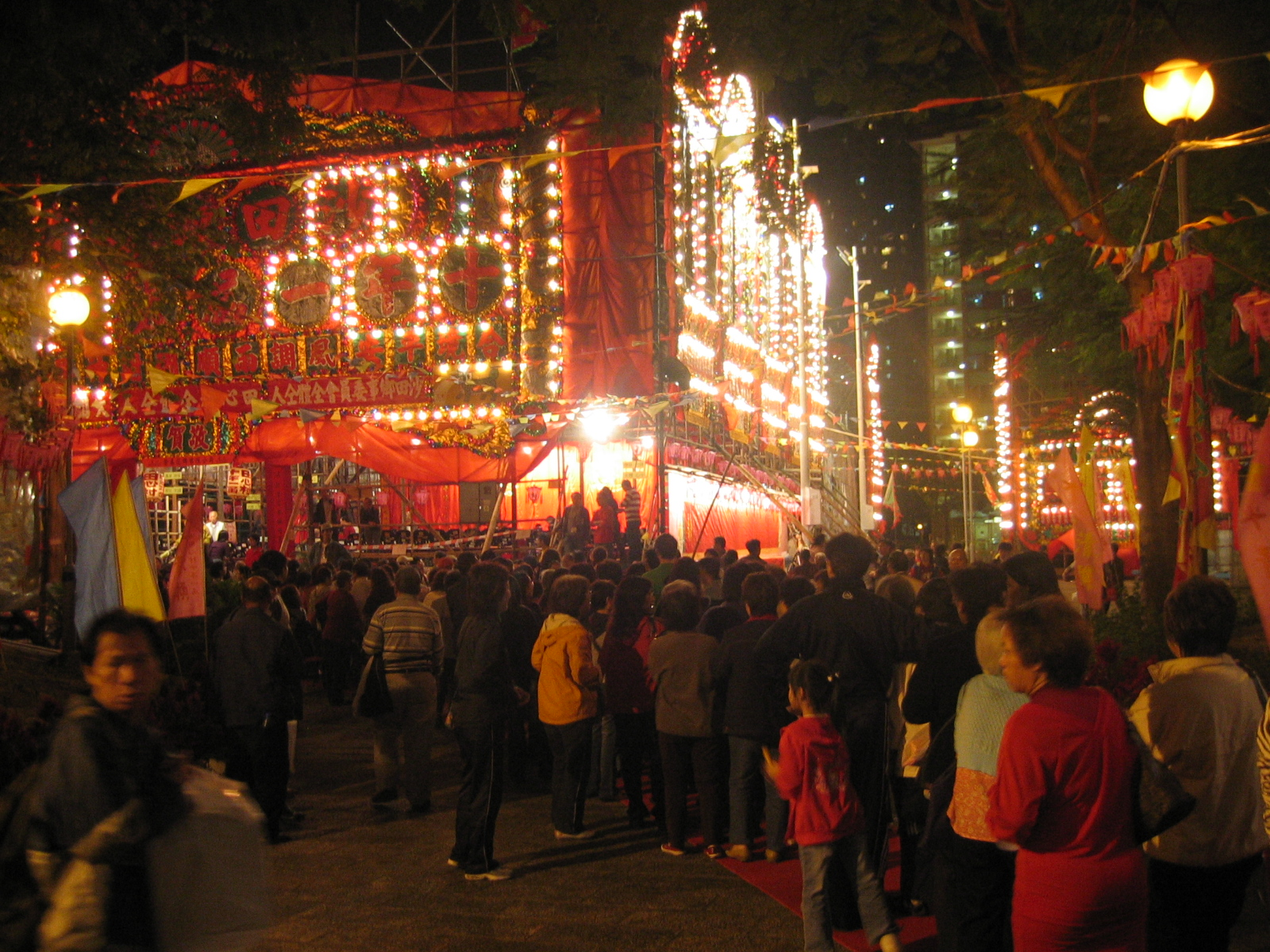
2006年太平清醮
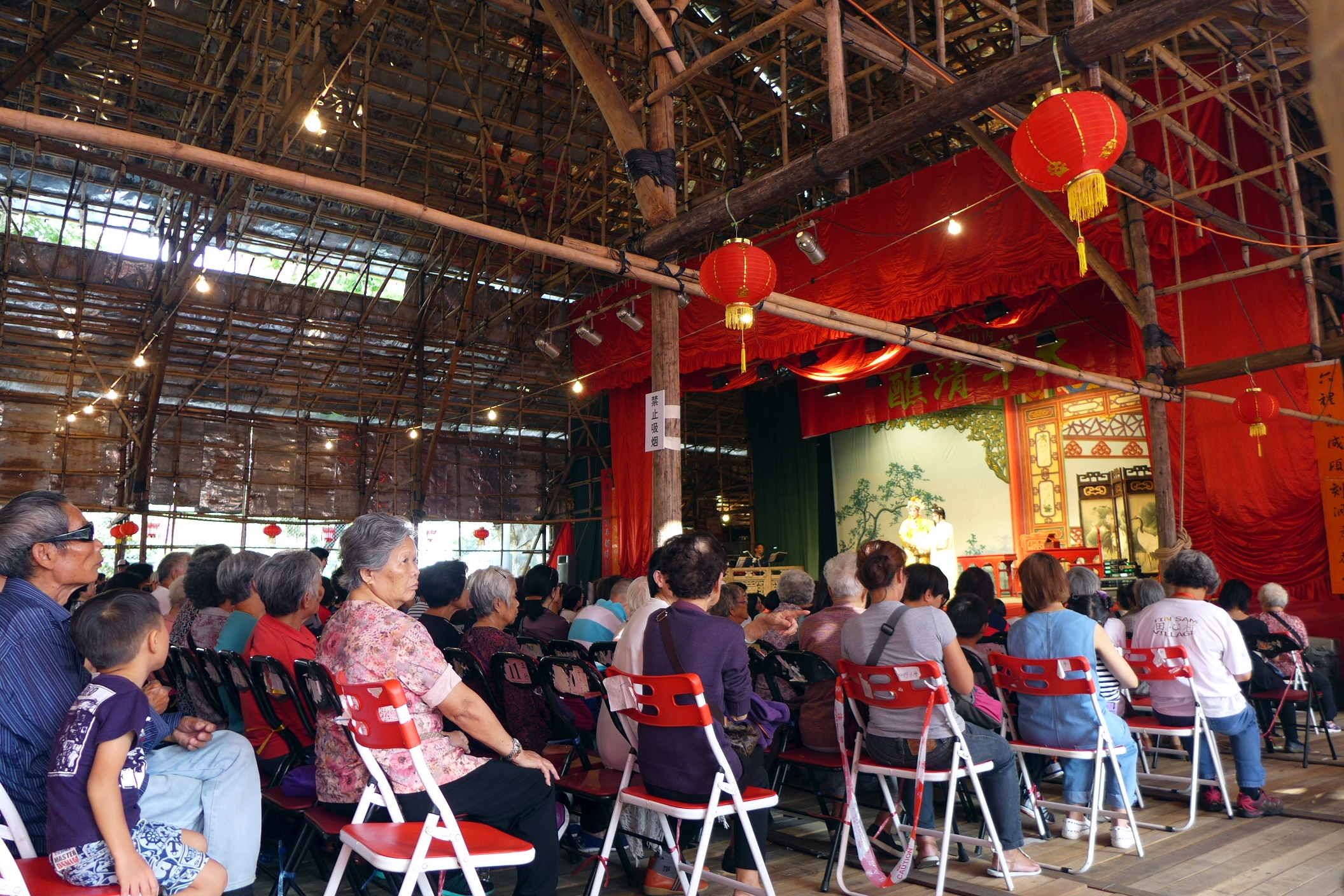
2016年太平清醮勝會表演
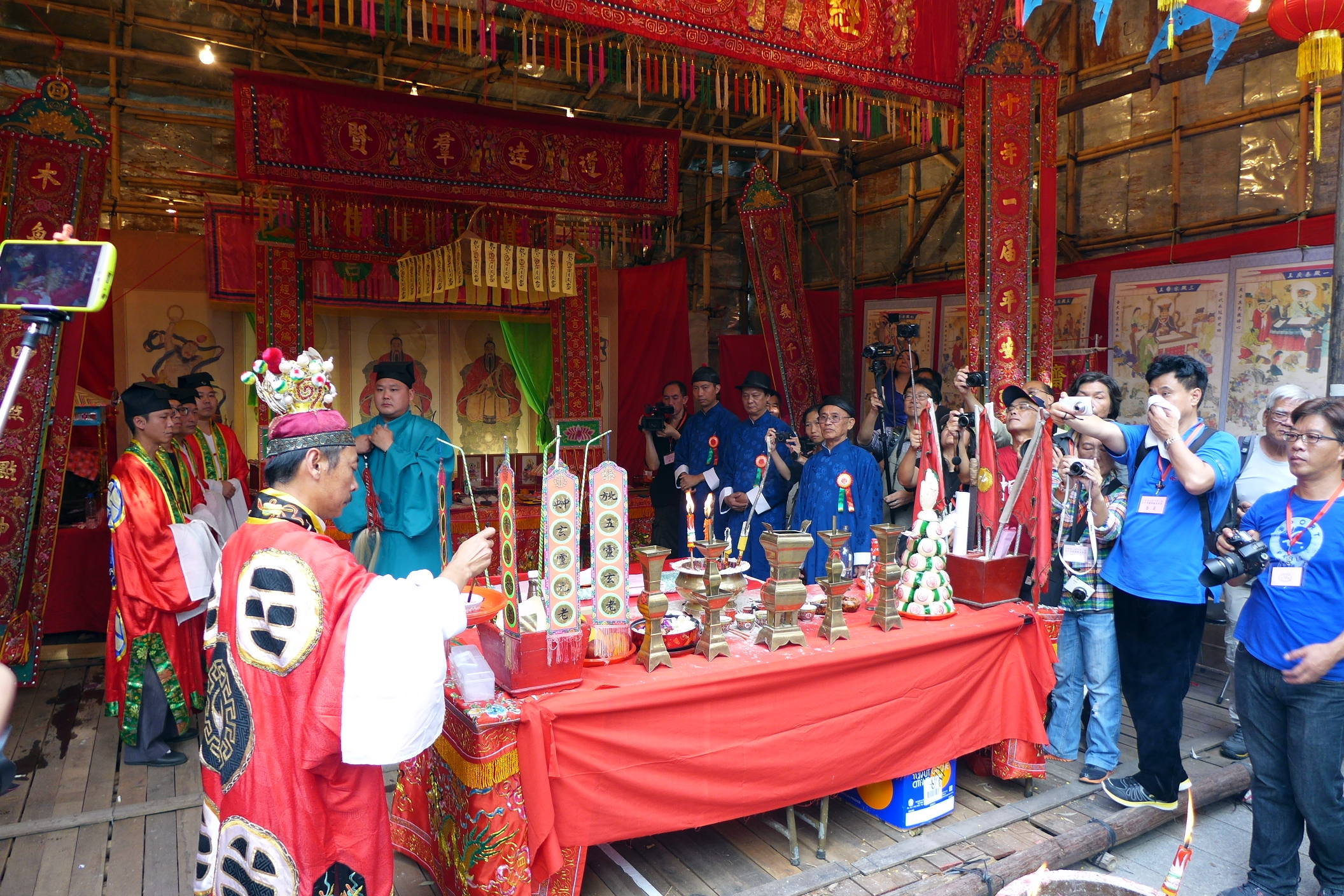
2016年太平清醮的儀式
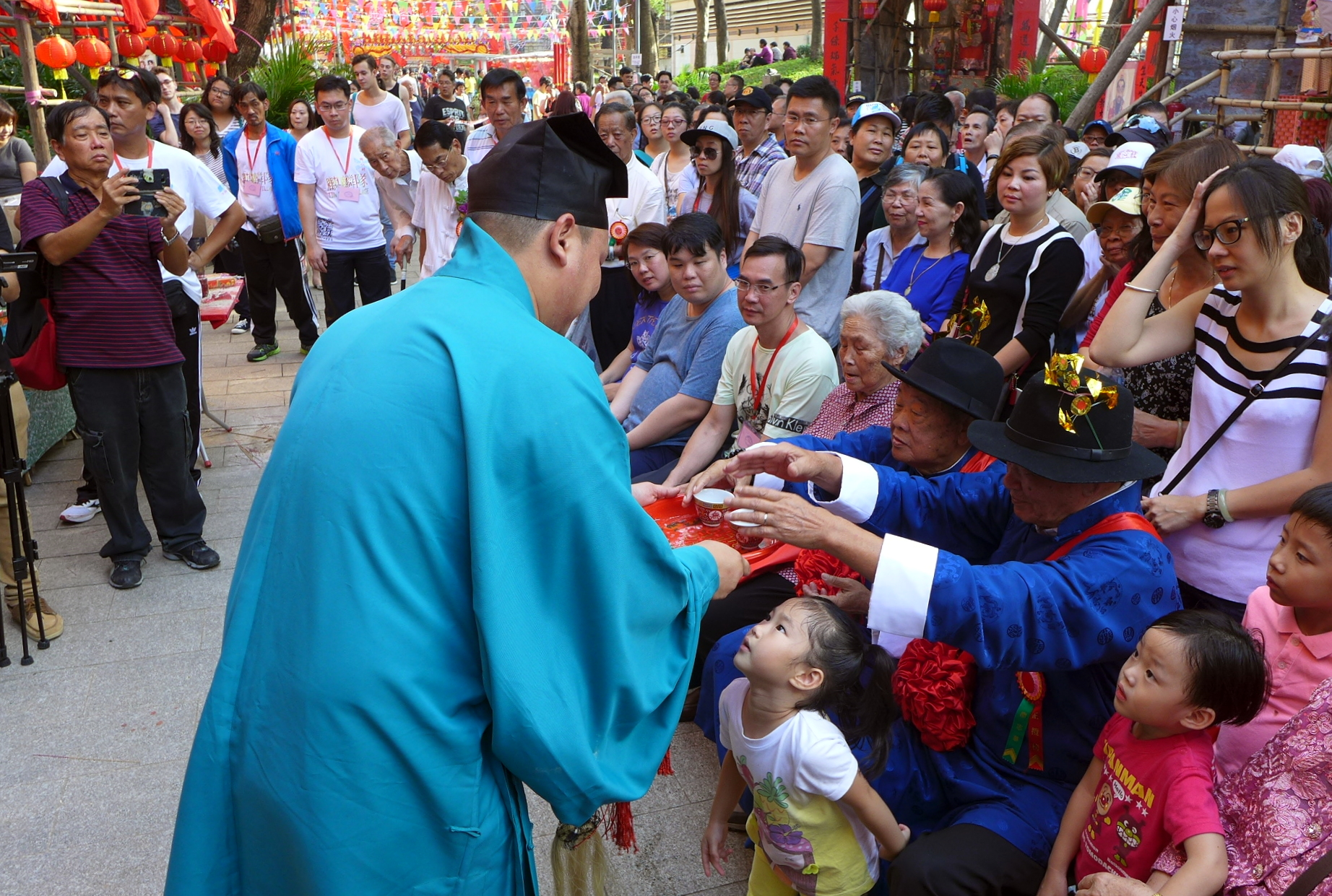
2016年太平清醮的儀式 (1)
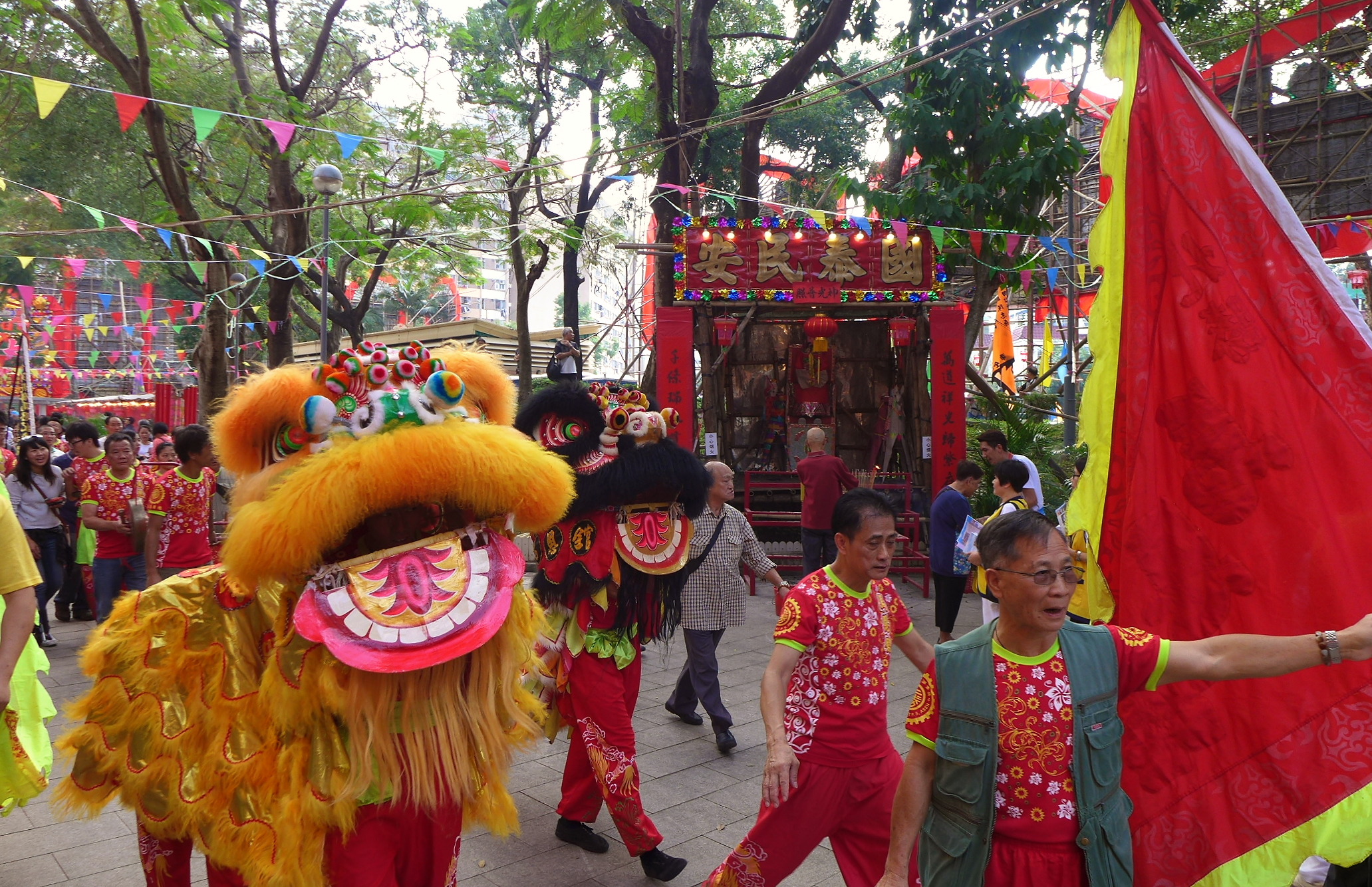
舞獅表演

## 近況
由於沙田新市鎮的發展，田心圍現在只保留古樸的圍門及鎮守門底的巨型八卦。